# Urfeld (Kochel am See)

Urfeld um 1900 vom Kesselberg mit Walchensee und Herzogstand

Urfeld am Nordufer des Walchensees ist ein Gemeindeteil der Gemeinde Kochel am See im Landkreis Bad Tölz-Wolfratshausen in Bayern. Er ist namensgebend für die Urfelder Bucht, dem nördlichsten Teil des Walchensees, der früher auch Urfeldersee genannt wurde. Auch der Urfelder Berg ist nach Urfeld benannt, eine Untiefe von 10 Metern oberhalb der Desselwand, die steil bis auf 180 Meter Tiefe abfällt.

## Geschichte

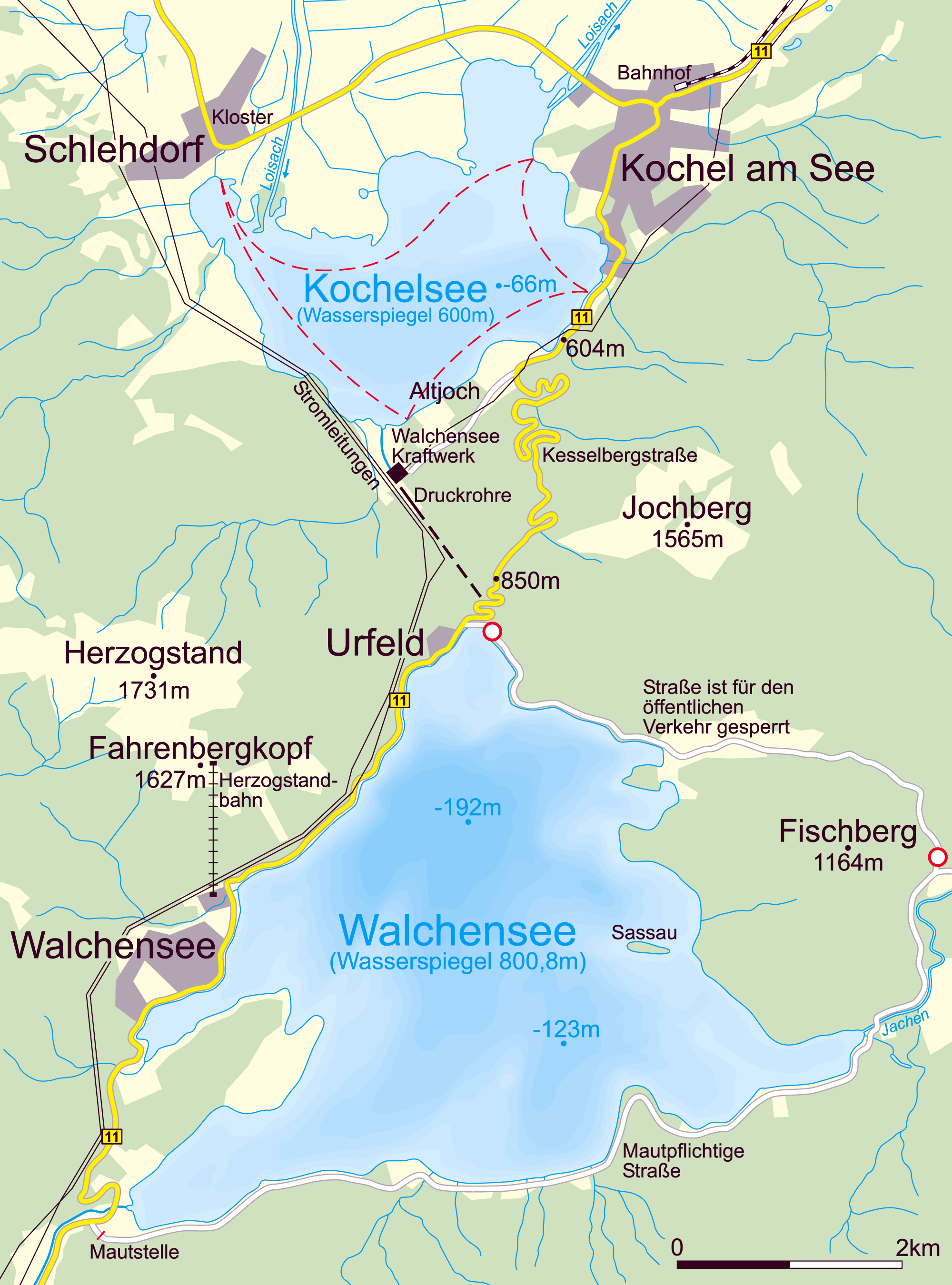
Urfeld am Walchensee

1446 und 1510 noch „Urfahr“ genannt, wird der alte Überfahrplatz 1698 bereits als „Urfeldt“ bezeichnet. In Urfeld war schon in frühester Zeit eine Schiffshütte und wohl auch eine offene Blockhütte zum Unterstand. Dauernd besiedelt wurde der Platz erst um 1685 vom Klosterjäger Kaspar Sachenbacher vom „Seppenbauer“, Sachenbach 2, der das Häusl nur bestandsweise von Jahr zu Jahr besessen hatte. 1707 ließ Abt Eliland II. des Klosters Benediktbeuern „zu großer Bequemlichkeit der Reisenden das Jäger Häusl am Urfeld errichten, damit dieselben forderist (besonders) zur Winterzeit, da die Schneelähn (Lawinen) zu förchten“ mit einem Schiff könnten „bedienet werden, um der Gefahr zu entgehen.“ Kaspars Sohn Georg kaufte 1717 das Häusl. Neben der jährlichen Stift von 1 fl. musste er die Klosterherren über den See fahren und die Speise auf die Klosteralm am Jochberg tragen. 
1846 wird eine kleine Wirtschaft für Fuhrleute über den Kesselberg eröffnet. Um 1870 wird das Blockhaus durch ein Hotel ersetzt. In Urfeld siedeln sich am Hang oberhalb des Sees zunehmend deutsche Intellektuelle an. Dazu gehören Musiker, Maler, Schriftsteller, Ingenieure, Ärzte und frühe Politiker der SPD. Nach Fertigstellung der Kesselbergstraße 1897 geht die bisherige Ruhe und Abgeschiedenheit in Urfeld verloren. Ab 1902 entwickelt sich im Hotel Post und Hotel Jäger am See moderner Hotelbetrieb mit internationalem Publikum.
Von 1919 bis 1924 wird Urfeld eine Großbaustelle für Einlaufwerk und Stollen des Walchenseekraftwerkes. 1927 wird das ehemalige Haus „Waldwinkel“ der Baronin Friederike von Belli de Pino, geb. Freiin von Aretin zur Jugendherberge umgebaut. 1974 entsteht ein Apartmenthaus in Terrassenform und mit viel Beton. 2008 wird in dem aufwendig umgebauten Hotel Post das Walchensee-Museum der Friedhelm-Oriwol-Stiftung eröffnet.

## Klima
Der Jahresniederschlag im Dorf beträgt 1770 mm. Die  Niederschläge sind extrem hoch. Sie liegen im oberen Zwanzigstel der in Deutschland erfassten Werte. An 99 % der Messstationen des Deutschen Wetterdienstes werden niedrigere Werte  registriert. Der trockenste Monat ist der Februar, die meisten  Niederschläge fallen im Juni. Im Juni fallen 2,3-mal mehr Niederschläge als im Februar. Die jahreszeitlichen Schwankungen sind extrem groß. An nur 1 % der Messstationen werden höhere jahreszeitliche Schwankungen registriert.

## Bekannte Personen in Urfeld
Quelle: 

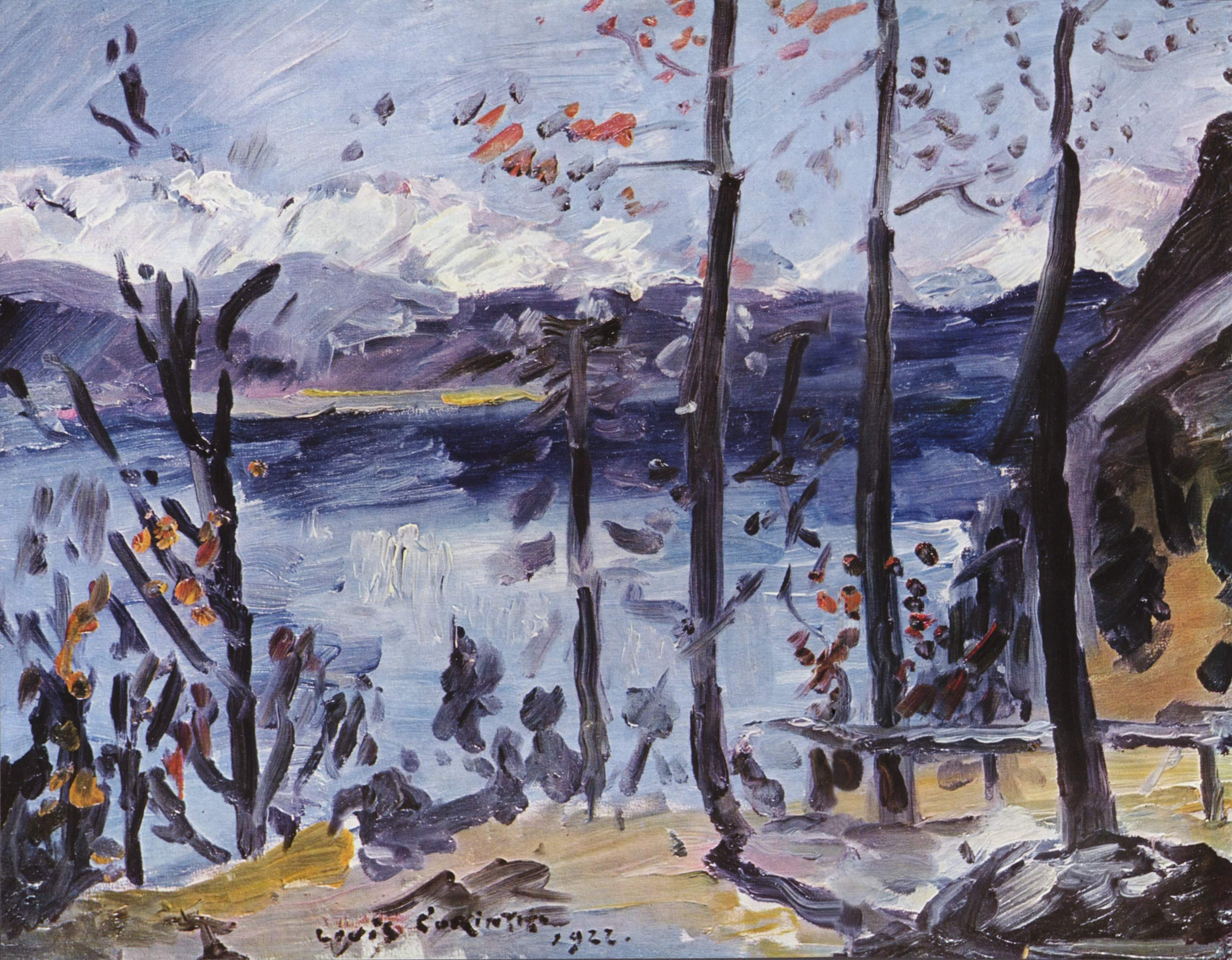
Lovis Corinth: Ostern am Walchensee (1922)

- Johann Wolfgang von Goethe fuhr inkognito als „Johann Philipp Möller aus Leipzig“ zu Beginn seiner ersten Italienreise am 7. September 1786 durch Urfeld.
- Ferdinand Graf von Spork im Zeitraum 1875–1902
- Hans Freiherr von Wolzogen im Zeitraum 1883–1898
- Hermann Rietschel im Zeitraum 1886–1914
- Berthold Kellermann ab 1884
- Georg von Vollmar im Zeitraum 1889 bis † am 30. Juni 1922 in Urfeld
- Wolfgang Heine im Zeitraum 1905–1944
- Otto Borngräber im Zeitraum 1905–1928
- Franz Seraph von Pfistermeister im Zeitraum 1909–1912
- Peter Emil Recher im Zeitraum 1913–1948
- Lovis Corinth im Zeitraum 1918–1925
- Paul Kalbeck um 1920
- Arnold Zweig im August 1923
- Werner Heisenberg im Zeitraum 1939–1976
- Baldur von Schirach und Henriette von Schirach im Zeitraum 1939–1945
- Colin Ross beging zusammen mit seiner Ehefrau Elisabeth am 29. April 1945 im Haus von Baldur von Schirach in Urfeld Selbstmord.
- Günther Lüders im Zeitraum 1954–1975
- Martin Gensbaur Maler und Kunstpädagoge, lebt und arbeitet seit 2014 in Urfeld